# Ogurok

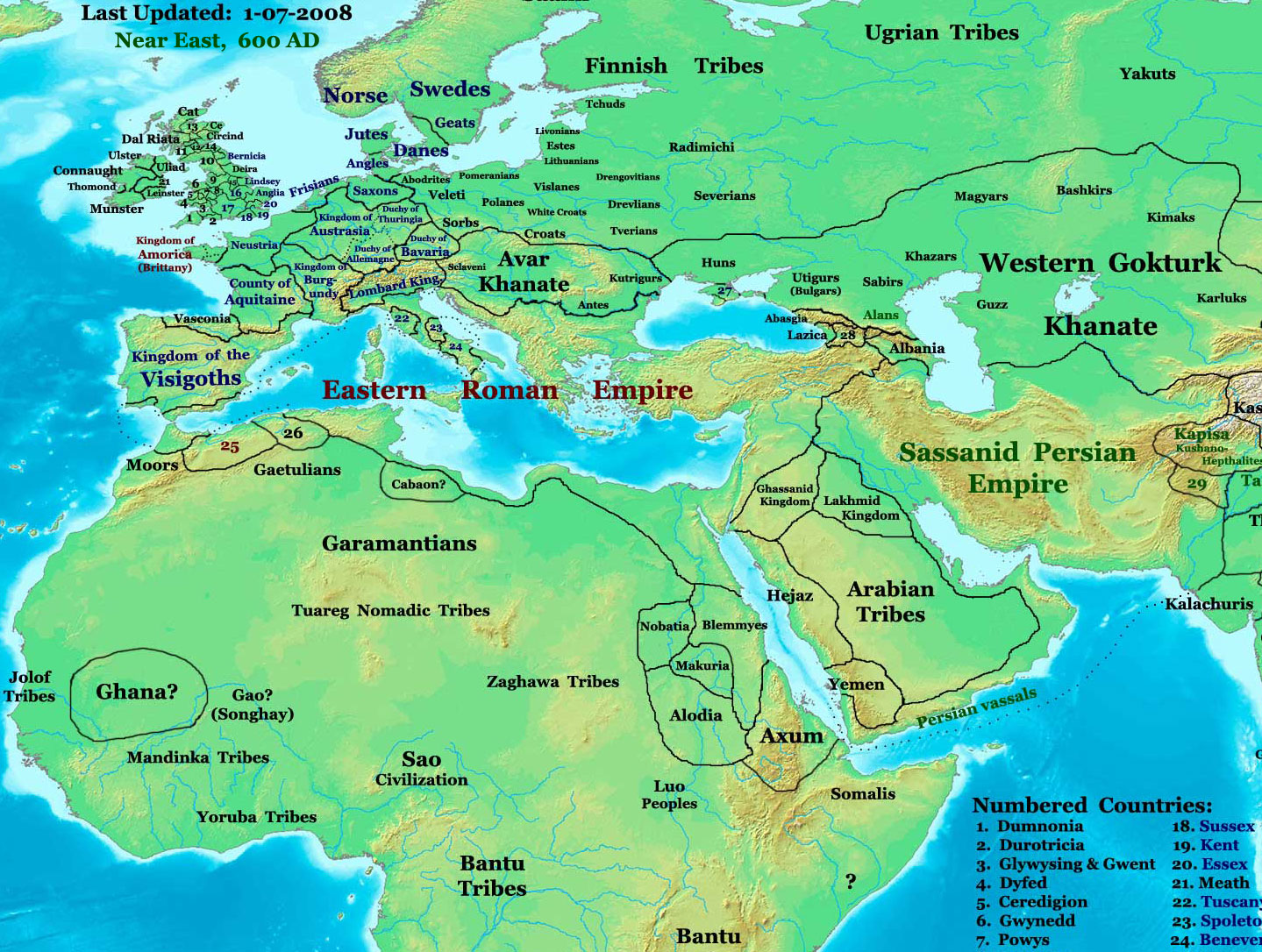
Török–szkíta népek (ogurok, ősbolgárok, szabarok, kazárok) a kelet-európai pusztán a 600. év táján.

A törökös ogur név a valószínűleg türk nyelvű, az úgynevezett nyugati ótörök ágba tartozó népek első ismert csoportjának összefoglaló neve. Az ogur név jelentése Peter Benjamin Golden történész szerint az ótörök oğus (ág, ágazat, atyafiság, rokonság) szóra megy vissza. Ágaikat általában számnevekkel különítették el, mint onogur, utrigur, kutrigur, szaragur, stb.

## Róna-Tas András elgondolása
Az ogurok voltak az első török népcsoport – mondja Róna-Tas András –, melynek törzsszövetségei bevezették a török népeknek a mongolok hódításáig tartó főuralmát az eurázsiai pusztán, ami a hunokkal lezáruló indoiráni főuralmat követte. Az ogurok népnevei megjelennek a forrásokban – Kínától Bizáncig – ogur, ugur, ugor és ogor alakban is. A legkorábbi európai híradás 463. tájáról származik róluk, amikor Priszkosz rétor beszámol arról, hogy a szaragurok, ugorok és onogurok követséget küldtek Bizáncba.
Az ogurok a ma már nagyrészt kihalt csuvasos török nyelveket beszélték, melyekben jellemzően szóvégi r áll ott, ahol a mai török nyelvek többségében z. A megkülönböztetést ezért ogur, illetve oguz nyelvekként is szokás megtenni.

## Történetük
A 350. év körül a volt hsziungnuk birodalmának uralkodói népei közül a hunok Európa, a varok és hjonok (varhunok) pedig Perzsia felé indultak, miután vereséget szenvedtek a zsuanzsuanoktól. Helyükre egy új nép vándorolt a mai Mongólia területére, melynek neve a kínai szóírás mai olvasata szerint jücsiulu, de az akkori kiejtést helyreállítva akkoriban ez uguri volt. A zsuanzsuan, azaz avar – az új birodalom uralkodóját is a varok adták, nevük kínai átiratának mai olvasata hua – kagán 450. körül legyőzte és beolvasztotta őket a Zsuanzsuan Birodalomba. Az új birodalom vezető népe, az ogurok kínai források szerint egyre jelentősebb szerepet játszottak a birodalmon belül, hamarosan annak vezető törzse lettek. Az ogurok egy része hamarosan fellázadt, és az avarok a szabarokkal szövetkeztek ellenük. Az avarok keletről, a szabarok északról támadtak az ogurokra, akik nyugatra menekültek. A 463. év táján már az Azovi-tenger, a Volga és a Kaukázus közötti területen voltak, ahonnan követséget küldtek Bizáncba. Az eseményeket Priszkosz rétor úgy mondja el, hogy az óceán partján élő népek elűzték az avarokat, akik rátámadtak a szabarokra, azok pedig a szaragurokra, az ogurokra és az onogurokra. Az egész puszta mozgásba lendült nyugat felé. Nem sokkal korábban a hunok ebbe az irányba vonultak vissza, így az új népáramlat őket nyilván magukba olvasztotta. Törzs(szövetség)eik neve rendre: onogurok (on ogur azaz tíz ogur), szaragurok (sara ogur), kutrigurok (kutur ogur, azaz talán toku(r/z) ogur, azaz kilenc ogur), utrigurok (utur ogur, azaz harminc ogur). A türkök feliratain szerepelnek hasonló számosságú törzsszövetségek (tokuz oguz, azaz kilenc oguz és otuz tatar, azaz harminc tatár).
A szabarok azonban üldözték az ogurokat, a Volga vidékén utol is érték őket, és hosszabb küzdelem után 506. körül megszerezték a főuralmat. Az 546. évben fellázadtak az avarok ellen a tielö népek, akik minden bizonnyal a hátramaradt ogurokat jelentik, de leverték őket a feltörekvő türkök, akiknek vezetője, Bumin szeretett volna beházasodni az avar kagán családjába. Miután ez nem sikerült, ő is fellázadt az avarok ellen, megdöntötte a Zsuanzsuan Birodalmat, és öccsével, Istemivel az 551. évben megalapította a Türk Birodalmat, melynek fennhatósága alá az ogurok is kerültek. Az avarok nyugatra menekültek, 555. táján legyőzték a szabarokat – akik ezután már nem játszottak szerepet a történelemben –, az 557. évben már a Kaukázus előterében voltak, és az 562. évben uralták a pusztát a Volgától a Dunáig.
Theophilaktosz Szimokattész szerint viszont a türk uralom alatt a Káma mellett élő ogurok egy része jött Európába, ahol varoknak és hunniknak adták ki magukat, hogy az onogurok, szabarok, és a még itt lévő hun törzsek megrémüljenek, ezért ő ezeket az európai avarokat álavaroknak (pszeudoavaroi) hívta. A kérdés nincs eldöntve, de a valódi avarok (var) is hozhattak vissza valódi hunokat (hjon) és velük együtt más, ogur és alán törzseket.
A 6. század közepén az ogurok két törzsszövetsége, a kutrigurok és az utrigurok között háború robbant ki. A nyugati kutrigurok avar irányítás alá kerültek, és nagy hatást gyakoroltak a Avar Kaganátusra. A keleti utrigurok az 568. évben a Nyugati Türk Birodalom része lettek.
A Türk Birodalom bomlása következtében azután, a 630. évben, Kuvrat vezetésével az egyik ogur törzsszövetség, az onogurok létrehozták saját – türköktől és avaroktól is – független országukat, Régi Nagy Bulgáriát, a türkök nyugati végein, a Fekete-tenger északi partján, a későbbi (670. utáni) magyar Etelközben.
Keleten az ogurokat a kínai források a 10. századig említik, amikor a kitajok birodalmához csatlakoztak.